# Euxoa vinirufa
Euxoa vinirufa är en fjärilsart som beskrevs av Max Wilhelm Karl Draudt 1936. Euxoa vinirufa ingår i släktet Euxoa och familjen nattflyn. Inga underarter finns listade i Catalogue of Life.